# Philipp von Schwaben

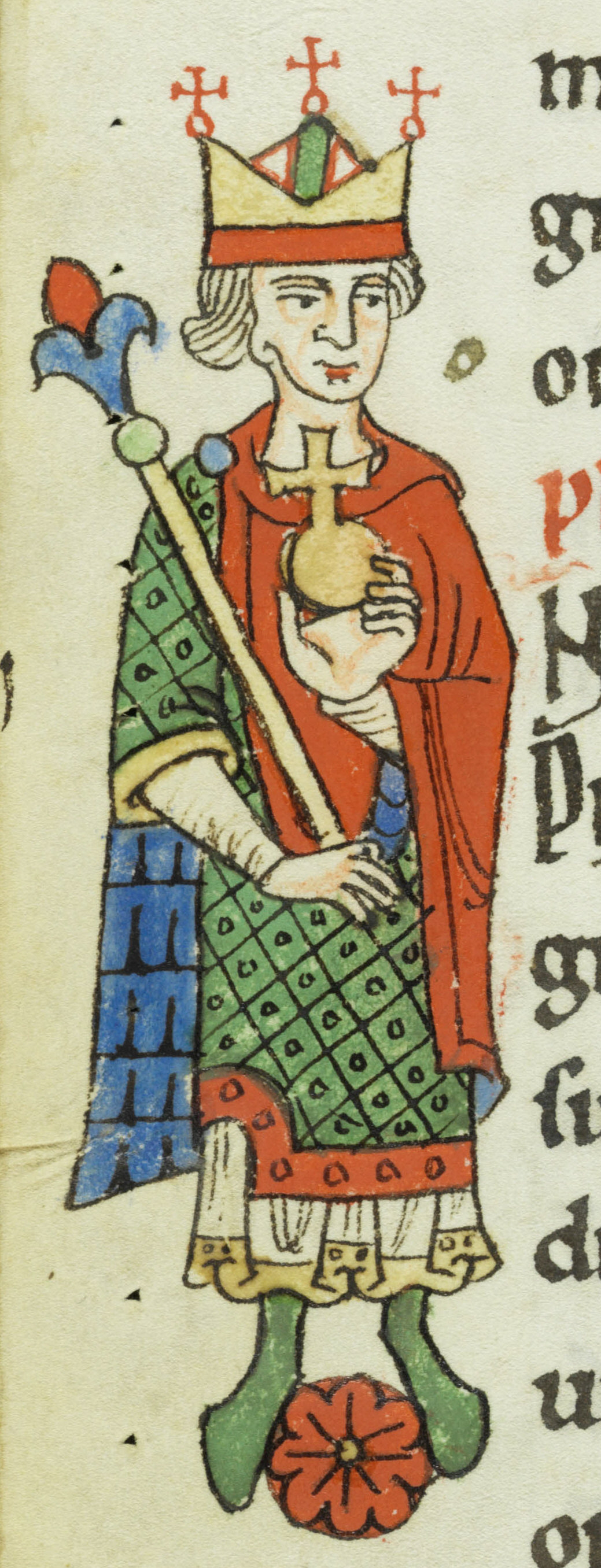
Philipp von Schwaben mit den Reichsinsignien, Miniatur in der um 1250 entstandenen Chronik des Stifts Weißenau. Kantonsbibliothek St. Gallen (Sammlung Vadiana, Ms. 321, S. 40.)

Philipp von Schwaben (* Februar oder März 1177 in oder bei Pavia; † 21. Juni 1208 in Bamberg) aus dem Adelsgeschlecht der Staufer war von 1198 bis zu seiner Ermordung 1208 römisch-deutscher König.
Der Tod Kaiser Heinrichs VI. im Jahr 1197 ließ die bis Sizilien reichende staufische Herrschaft in Reichsitalien zusammenbrechen und schuf im Reich nördlich der Alpen ein Machtvakuum. Vorbehalte gegen ein Königtum des minderjährigen Sohnes Friedrich führten in einem Reich ohne geschriebene Verfassung zu zwei Königswahlen 1198, die im „deutschen“ Thronstreit mündeten: Die beiden gewählten Könige Philipp von Schwaben und der Welfe Otto von Braunschweig, der spätere Kaiser Otto IV., beanspruchten das Königsamt jeweils für sich. Beide Kontrahenten versuchten in den Folgejahren durch europäische und päpstliche Unterstützung, mit Hilfe von Geld und Geschenken, durch demonstrative öffentliche Auftritte und Rituale (Symbolische Kommunikation), durch Rangerhöhungen oder mit kriegerischen und diplomatischen Maßnahmen den Konflikt für sich zu entscheiden. Philipp konnte sein Königtum dabei zunehmend im Reich nördlich der Alpen gegen Otto durchsetzen. Auf dem Höhepunkt seiner Macht wurde er jedoch 1208 ermordet. Damit endete auch der Thronstreit. Sein Gegenspieler Otto fand rasch Anerkennung für sein Königtum. Philipp war der erste römisch-deutsche König, der während seiner Regierungszeit ermordet wurde. In der Nachwelt zählt Philipp zu den wenig beachteten staufischen Herrschern.

## Leben

### Herkunft und Jugend

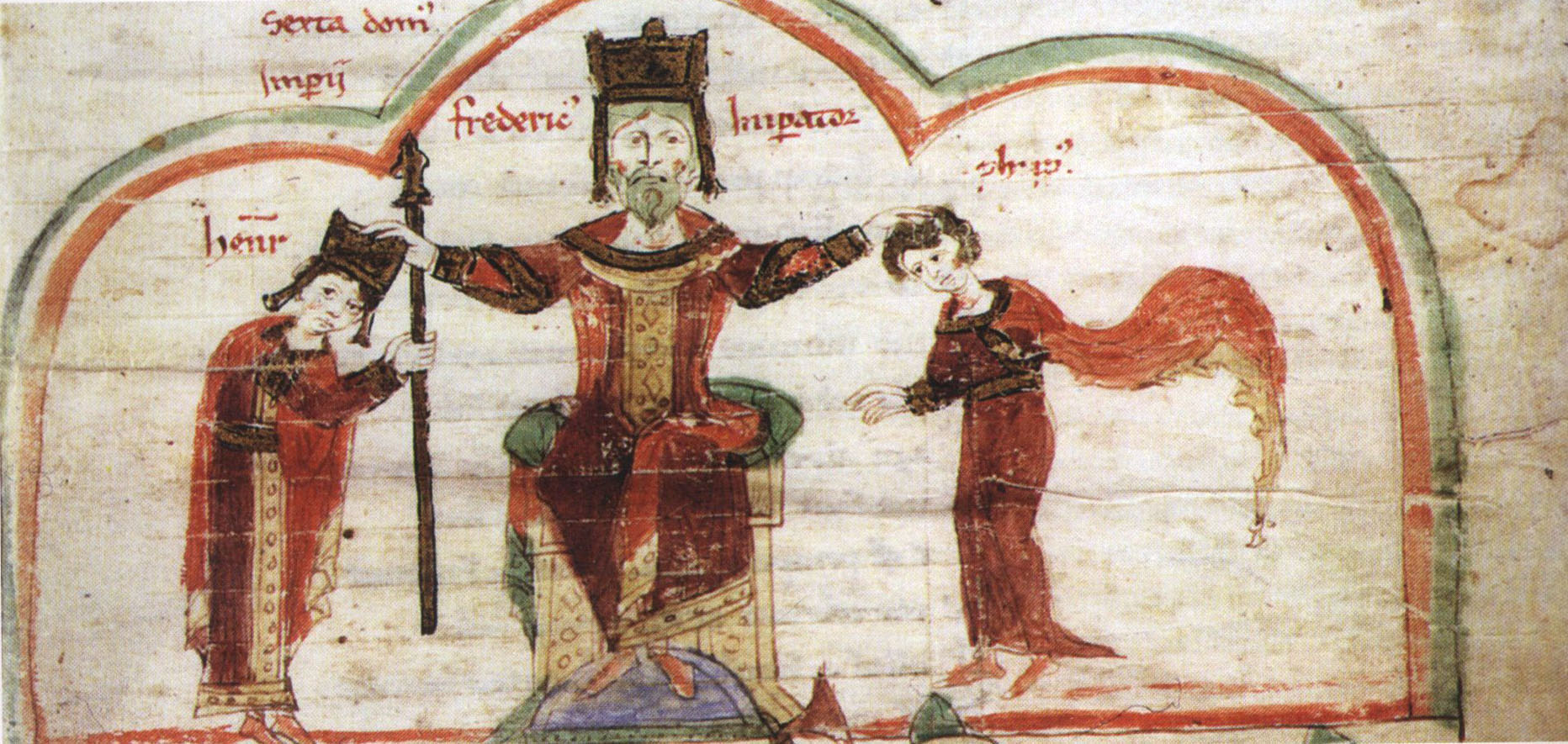
Friedrich Barbarossa mit seinen Söhnen Heinrich und Philipp. Liber ad honorem Augusti des Petrus von Eboli, Burgerbibliothek Bern, Codex 120 II, fol. 143r.

Philipp wurde als jüngster Sohn Kaiser Friedrichs I. („Barbarossa“) und dessen Gemahlin Beatrix in oder bei Pavia geboren. Er entstammte dem adligen Geschlecht der Staufer, die diesen Namen jedoch erst nachträglich von Historikern des 15. Jahrhunderts erhielten. Abstammung und Herkunft der Familie sind bis heute ungeklärt; die Ahnen väterlicherseits waren unbedeutend und ihre Namen wurden nicht überliefert. Über Barbarossas Urgroßvater Friedrich von Büren ist lediglich bekannt, dass er eine Frau namens Hildegard heiratete. Vor einigen Jahren wurde vermutet, dass der Schlettstädter Besitz nicht Hildegard, sondern Friedrich selbst gehört habe und die Staufer damit kein schwäbisches, sondern ein elsässisches Geschlecht gewesen seien. Erst um 1100 habe demnach die Familie unter Herzog Friedrich I. in das ostschwäbische Remstal ausgegriffen.
Viel bedeutsamer für die Staufer war ihre prestigeträchtige Verwandtschaft mütterlicherseits mit den Saliern. Die Großmutter Friedrich Barbarossas war Agnes, eine Tochter des salischen Herrschers Heinrich IV. Philipps Vater verstand sich als Nachkomme des ersten Salierkaisers Konrad II., auf den er sich in Urkunden mehrfach als seinen Vorfahren bezog. Nach dem Aussterben der Salier im Mannesstamm 1125 erhoben die Staufer zuerst durch Friedrich II. und dann durch Konrad III. vergeblich Anspruch auf die Königswürde. 1138 gelang dann die Königswahl Konrads III., wodurch die Staufer zu einer Königsfamilie aufstiegen. Die Königswürde ging 1152 reibungslos auf Konrads Neffen, Friedrich Barbarossa, über, der ab 1155 auch Kaiser des römisch-deutschen Reiches war. Barbarossa führte über Jahrzehnte einen Konflikt mit Papst Alexander III. In einer archaischen Kriegergesellschaft bestimmte die Ehre (honor) den sozialen Rang. Ehrverletzungen des Reichsoberhauptes waren zugleich eine Verletzung der Würde des Reiches. Die Wahrung der „Ehre des Reiches“ (Honor Imperii), die der Kaiser durch Auftreten und Person des Kardinals Roland und späteren Papstes Alexander III. angegriffen sah, und der daraus resultierende Zwang zur Rache führten zu langwierigen Konflikten mit dem Papsttum. Erst 1177 konnte der Konflikt im Frieden von Venedig beigelegt werden.
Den Namen Philipp hatten die Staufer vorher nie verwendet. Namensgeber war wohl der Kölner Erzbischof Philipp von Heinsberg, der in dieser Zeit ein wichtiger Helfer und Vertrauter Friedrich Barbarossas war. Der Name des Kölner Erzbischofs erhielt dadurch Aufnahme in ein Königsgeschlecht. Für Gerd Althoff werden in dieser demonstrativen Ehrung „Vorbereitungen Barbarossas zur Auseinandersetzung mit Heinrich dem Löwen faßbar“. Der Kölner Erzbischof war wenig später wesentlich am Sturz dieses mächtigen Herzogs von Bayern und Sachsen beteiligt.
Als Kind wurde Philipp für eine geistliche Laufbahn bestimmt. Er lernte Lesen und auch Latein. Zeitweise wurde Philipp wohl im Prämonstratenserstift Adelberg unterrichtet. Von April 1189 bis Juli 1193 war Philipp Propst des Aachener Marienstifts. Philipps Vater war währenddessen 1189 zum Kreuzzug aufgebrochen, doch er ertrank 1190 im Fluss Saleph im Südosten Anatoliens. Die Nachfolge trat Philipps Bruder Heinrich VI. an. Ab 1190/91 war Philipp Bischofselekt von Würzburg, doch konnte Heinrich die Weihe seines Bruders wohl nicht durchsetzen. Heinrich hatte 1186 Konstanze von Sizilien geheiratet, die Tante des regierenden Königs Wilhelm II. von Sizilien. Dies gab den Staufern die Möglichkeit einer Vereinigung des Normannenreiches mit dem Kaiserreich (unio regni ad imperium). Dadurch verschlechterte sich aber das Verhältnis zum Papst, denn das Papsttum wollte den Lehnsanspruch über das Königreich Sizilien behaupten. Im Frühjahr 1193 verließ Philipp seinen geistlichen Stand, vielleicht wegen der Kinderlosigkeit des Kaiserpaares. Auch Philipps weitere Brüder hatten keine Kinder. Herzog Friedrich VI. von Schwaben war bereits verstorben und sein Bruder Konrad von Rothenburg, der die Nachfolge als schwäbischer Herzog antrat, war unverheiratet. Dazu hatte Philipps Bruder Otto, der Pfalzgraf von Burgund, noch keine männlichen Nachkommen. Die Bedenken des Kaiserpaares erwiesen sich allerdings als unbegründet. Heinrichs Frau Konstanze brachte am 26. Dezember 1194 in Jesi einen Sohn zur Welt, den späteren römisch-deutschen Herrscher Friedrich II. 1194/95 befand sich Philipp in Italien im Umfeld seines kaiserlichen Bruders. Während der Abwesenheit des Kaisers wählten die Fürsten Ende 1196 in Frankfurt seinen zweijährigen Sohn Friedrich zum römisch-deutschen König. Heinrich wollte damit seine Nachfolge vor dem Aufbruch zum Kreuzzug geregelt wissen.
Um die Beziehungen zu Byzanz zu verbessern, bestimmte der Kaiser die Vermählung Philipps mit der byzantinischen Prinzessin Irene. Philipp begleitete seinen kaiserlichen Bruder auf dessen Sizilienzug. Dabei wurde er zu Ostern 1195 in Bari zum Herzog von Tuszien erhoben. Unklar ist, welche Maßnahmen Philipp zur Festigung seiner Herrschaft unternahm. Wegen seiner Tätigkeit als Herzog von Tuszien in Italien verhängte jedenfalls Papst Coelestin III. den Kirchenbann über ihn. Am 3. Mai 1196 urkundete Philipp das letzte Mal nachweislich als Herzog von Tuszien. Nach dem Tod seines Bruders Konrad wurde Philipp im August/September 1196 mit dem Herzogtum Schwaben belehnt. Die Hochzeit mit Irene fand wohl zu Pfingsten 1197 am oder auf einem Hügel namens Gunzenle bei Augsburg statt. Aus der Ehe mit der byzantinischen Prinzessin gingen vier Töchter (Beatrix die Ältere, Kunigunde, Maria und Beatrix die Jüngere) und wohl keine Söhne hervor.

### Thronstreit

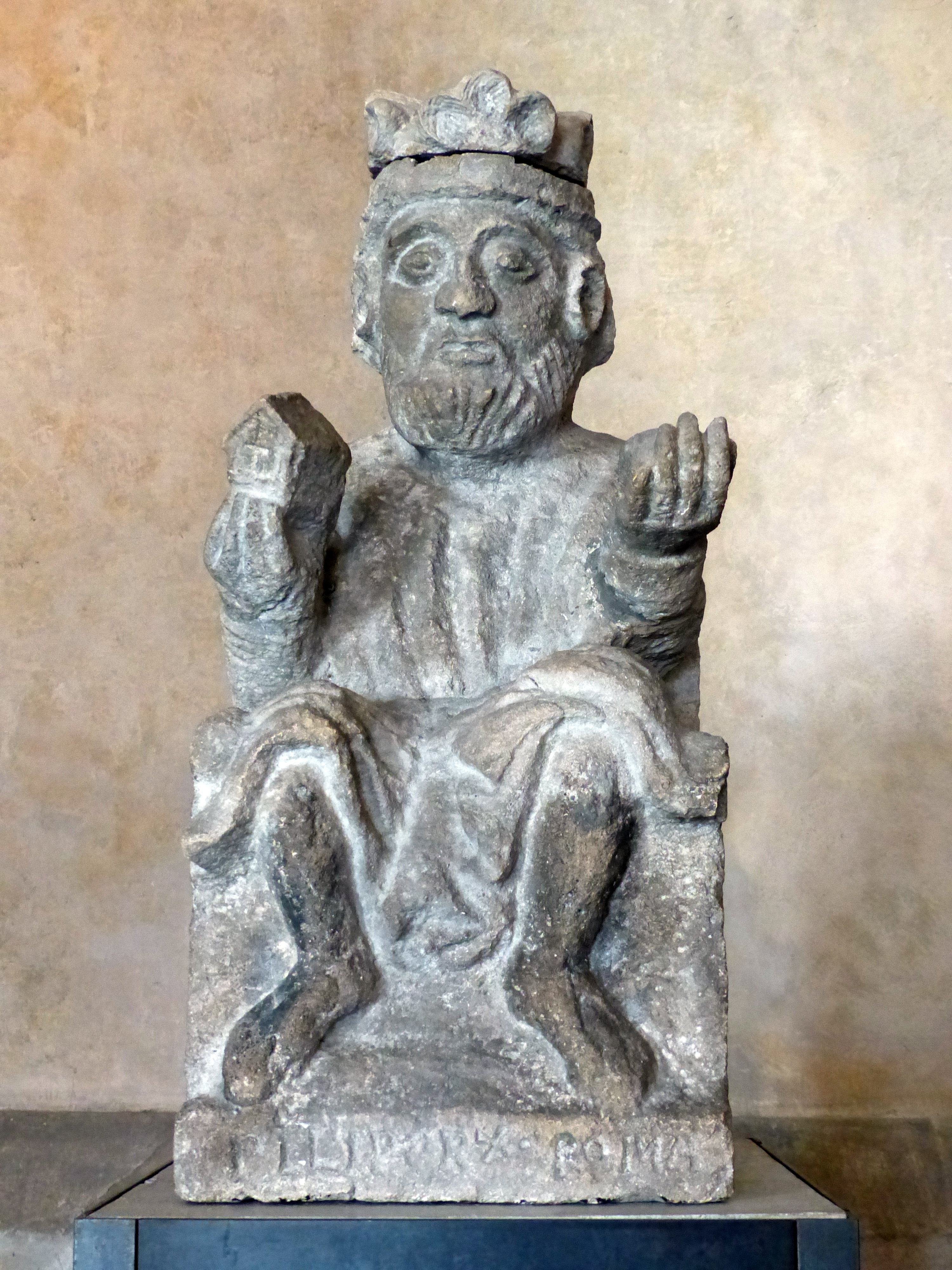
Statue (1207) Philipps von Schwaben auf der Steinernen Brücke in Regensburg, Historisches Museum Regensburg

#### Ausbruch des Konflikts
Im September 1197 reiste Philipp in Richtung Apulien zu seinem Neffen Friedrich II., um ihn zur Krönung nach Aachen zu geleiten. In Montefiascone nördlich von Viterbo scheint Philipp vom Tod seines Bruders Heinrichs VI. erfahren zu haben. Der Kaiser war am 28. September 1197 in Messina verstorben. Angesichts der Todesnachricht versuchte Philipp das Königtum für seinen Neffen Friedrich zu sichern. Noch am 21. Januar 1198 stellte Philipp eine Urkunde für die Bürger Speyers aus, in der er zu erkennen gab, im Namen König Friedrichs zu handeln.
Doch begann der Kölner Erzbischof Adolf bereits, die Gegner der Staufer um einen eigenen Königskandidaten zu versammeln. Die Wahl fiel schließlich auf Otto von Poitou, den Sohn Heinrichs des Löwen und Neffen des englischen Königs Richard Löwenherz. Er war keinesfalls Adolfs Wunschkandidat, denn das Kölner Erzbistum hatte vom Sturz des mächtigen Herzogs Heinrich des Löwen erheblich profitiert. Vielmehr betrieb eine Gruppe finanzkräftiger Bürger Ottos Wahl. Der Erzbischof konnte dadurch aber die hohe Schuldenlast seiner Kirche verringern. Daraufhin gab Philipp auf Drängen der sächsischen Fürsten in Nordhausen seine Einwilligung in eine eigene Kandidatur. Am 6. März 1198 erklärte er vor den anwesenden geistlichen und weltlichen Großen in Ichtershausen seine Bereitschaft, sich zum König wählen zu lassen. Zwei Tage später wurde er in Mühlhausen gewählt. Die Wahl fand am Sonntag Laetare in der Fastenzeit statt, einem Tag, der in der staufischen Königstradition von erheblicher symbolischer Bedeutung war. Ansonsten gab es eine Reihe symbolischer Defizite: Bei der Wahl fehlten alle drei rheinischen Erzbischöfe, die traditionell einen wichtigen zeremoniellen Einsetzungsakt ausübten, und Mühlhausen war als Ort für eine Königswahl ungewöhnlich. Für Mühlhausen ist in der Stauferzeit bis zur Königswahl Philipps überhaupt nur ein einziger Herrscheraufenthalt nachweisbar. Möglicherweise wollte Philipp mit dieser Ortswahl symbolisch die Demütigung in der historischen Erinnerung tilgen, die sein Großonkel Konrad III. im Herbst 1135 in Mühlhausen bei seiner Unterwerfung vor Lothar III. erlitten hatte. Dafür befanden sich die Insignien (Reichskrone, Reichsschwert und Reichsapfel) in Philipps Besitz. Otto wurde erst am 9. Juni 1198 in Köln vom dortigen Erzbischof gewählt, der den abwesenden Erzbischöfen deren Stimmen abgekauft hatte. Lediglich zwei weitere Bischöfe und drei Äbte nahmen an der Wahl des Welfen teil. Philipp versäumte es nach seiner Wahl, die Krönung zügig nachzuholen. Er zog sich vielmehr nach Worms zu seinem Vertrauten, Bischof Lupold, zurück. Das zögernde Verhalten Philipps gab Otto die Möglichkeit, sich am 12. Juli 1198 am traditionellen Königsort in Aachen vom rechtmäßigen Koronator („Königskröner“) Adolf von Köln krönen zu lassen.
In einem Reich ohne geschriebene Verfassung musste bei konkurrierenden Ansprüchen eine Lösung unter den Bedingungen einer konsensualen Herrschaftsordnung gefunden werden. Auf diese Gewohnheiten verständigte man sich durch Beratung auf Hoftagen, Synoden oder anderen Zusammenkünften. Der dadurch hergestellte Konsens war im Mittelalter das wichtigste Verfahren zur Etablierung von Ordnung. Im Thronstreit konnte sich einer der Rivalen nur dann langfristig durchsetzen, wenn der Gegenseite spürbare Kompensationen geboten wurden. Mit dem unterlegenen Gegner musste ein Ausgleich gefunden werden, der ihm den Verzicht auf das Königsamt unter Wahrung seiner Ehre (honor) erleichterte.
Philipp unterließ es in den ersten Monaten nach seiner Königswahl, Urkunden auszustellen und dadurch seinem Königtum Geltung zu verschaffen. Seine erste erhaltene Königsurkunde, ausgestellt für Bischof Bertram von Metz, datiert aus Worms vom 27. Juni 1198. Zwei Tage später ging Philipp ein Bündnis mit König  Philipp II. Augustus von Frankreich ein. Im Mainzer Dom krönte am 8. September 1198 nicht wie sonst üblich der Kölner Erzbischof, sondern der burgundische Erzbischof Aimo von Tarentaise Philipp zum König. Ob seine Gemahlin auch gekrönt wurde, ist ungewiss. Trotz dieser Verstöße gegen die consuetudines (Gewohnheiten) bei seiner Königswahl und ‑krönung konnte Philipp die Mehrheit der Fürsten hinter sich vereinen. Für die Fürsten waren Besitz, Abstammung und Herkunft für ihre Unterstützung Philipps wesentlich. Einen 1199 unternommenen Vermittlungsversuch des Erzbischofs Konrad von Mainz zur Beilegung des Thronstreits lehnte Otto IV. ab.
Beide Seiten erwarteten in absehbarer Zeit von Papst Innozenz III. die Kaiserkrönung und damit die päpstliche Anerkennung ihrer Herrschaft. Der Papst ließ sich Zeit, ehe er sich für eine der Konfliktparteien entschied. Dies gab den Parteien die Möglichkeit, mehrmals durch Briefe und Gesandtschaften Kontakt mit Innozenz aufzunehmen. Innozenz wollte eine Wiedervereinigung (unio regni ad imperium) des Königreichs Sizilien, dessen Lehnsherr er war und bleiben wollte, mit dem Römischen Reich verhindern, und er war besorgt um seine Ansprüche auf Mittelitalien. Für den Papst war die Frage des Gehorsams mitentscheidend darüber, welcher Kandidat die päpstliche Gunst, den favor apostolicus, erhalten sollte. Anders als Otto äußerte sich Philipp in dieser Frage allerdings gegenüber dem Papst deutlich zurückhaltender.
Die welfische Seite bat in den ersten Monaten 1199 um Bestätigung der Entscheidung und um Einladung des Papstes zur Kaiserkrönung. Am 28. Mai 1199 verfassten die Anhänger des Staufers die Speyerer Fürstenerklärung. Der Staufer konnte zu diesem Zeitpunkt 4 Erzbischöfe, 23 Reichsbischöfe, 4 Reichsäbte und 18 weltliche Reichsfürsten hinter sich wissen. Selbstbewusst beriefen sie sich auf die fürstliche Mehrheit und kündigten den Italienzug zur Kaiserkrönung an.
An der Jahreswende 1200/01 unterzog der Papst die Kandidaten für die Kaiserkrönung einer kritischen Prüfung. In der Deliberatio domni pape Innocentii super facto imperii de tribus electis legte der Papst die Gründe für und gegen die Eignung der jeweiligen Kandidaten dar. Philipps Neffe Friedrich II. schied wegen seiner Jugend aus, und Philipp selbst war in den Augen Innozenz’ der Sohn eines Geschlechts von Kirchenverfolgern (genus persecutorum). Sein Vater Friedrich Barbarossa hatte jahrelang gegen den Papst gekämpft. Dagegen seien die Vorfahren Ottos immer treue Anhänger der Kirche gewesen. Otto hatte außerdem am 8. Juni 1201 im Neusser Eid dem Papst umfassende Zugeständnisse geschworen, indem er versicherte, eine Vereinigung des Reiches mit Sizilien nicht anzustreben. Somit entschied sich der Papst für den Welfen und exkommunizierte dessen Widersacher. Das päpstliche Urteil für Otto blieb im Reich ohne größere Wirkung.

#### Festigung der staufischen Herrschaft

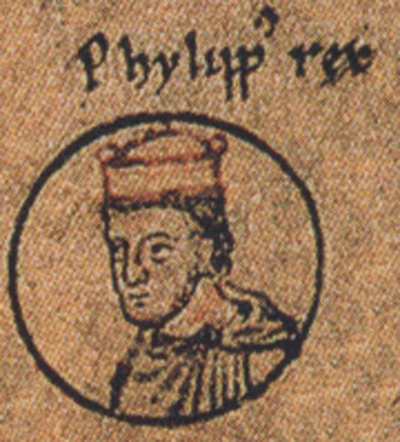
Darstellung Philipps. Chronica Sancti Pantaleonis, Köln, Kloster St. Pantaleon, um 1237, Wolfenbüttel, Herzog August Bibliothek, Cod. Guelf. 74.3 Aug. 2°.

Beide Könige bemühten sich fortan, Unentschlossene oder Gegner für sich zu gewinnen. Um dieses Ziel zu erreichen, standen weniger große Entscheidungsschlachten an, sondern es mussten persönliche Bindungen zwischen Herrscher und Großen gefestigt werden. Dies geschah dadurch, dass Getreue, Verwandte und Freunde durch Geschenke oder Übertragung von Reichsgut begünstigt wurden, oder aber durch eine Heiratspolitik, die die Parteinahme stärken oder einen Parteiwechsel fördern sollte. In einer hocharistokratischen Gesellschaft mussten beide Thronrivalen dabei Rücksicht auf den Rang und das Ansehen der Großen, auf ihre Ehre (honor) nehmen.
In den nächsten Jahren des Thronstreits kam den Akten der Herrschaftsrepräsentation immense Bedeutung zu, denn in ihnen stellte sich nicht nur das Königtum zur Schau, sondern es zeigte sich die Rolle der Großen im jeweiligen Herrschaftssystem. Philipp unternahm jedoch nur wenig, um sein Königtum symbolisch zu repräsentieren. 1199 feierte Philipp mit ungeheurer Pracht (cum ingenti magnificentia) das Weihnachtsfest in Magdeburg und damit in unmittelbarer Nähe zum welfischen Zentrum Braunschweig. Ältere Untersuchungen hatten unter der Annahme einer konsequenten Modernisierung und Effektivierung der Herrschaftsausübung die großen Ausgaben auf Hoftagen als Verschwendung gerügt. Neuere Studien sehen die Aufwendungen des Hoffestes weniger als nutzlose Verausgabung, sondern aus dem Ziel folgend, Ruhm und Ehre zu erwerben. Der Magdeburger Hoftag zu Weihnachten gilt als erster Höhepunkt im Kampf um die Königswürde. Einige anwesende Fürsten bekundeten durch ihre Teilnahme erstmals öffentlich ihre Unterstützung für den Staufer. Der Chronist der Gesta der Bischöfe von Halberstadt und der Dichter Walther von der Vogelweide waren anwesend. Walthers Schilderung der großen Prachtentfaltung des Weihnachtsfestes im Ersten Philippston sollte abwesende Fürsten dazu bringen, sich den Thüringern und Sachsen anzuschließen. Durch die reiche Kleidung und das herrschaftliche Auftreten der Teilnehmer am Fest sollte Philipps Befähigung zur Königsherrschaft demonstriert werden. Am Weihnachtstag ging der König in einer feierlichen Prozession mit seiner prächtig gekleideten Gemahlin zum Gottesdienst unter der Krone. Der sächsische Herzog Bernhard trug dabei das Schwert des Königs voran und zeigte dadurch seine Unterstützung des Staufers. Der Schwertträgerdienst war nicht nur ehrende Auszeichnung, wie es die Forschung lange angenommen hat, sondern nach Gerd Althoff auch Zeichen demonstrativer Unterordnung. In solchen Inszenierungen wurden persönliche Bindungen hervorgehoben, denn Bernhard hatte 1197 noch selbst beabsichtigt, um die Königswürde zu kämpfen. Außerdem sah er sich durch die Unterstützung des Staufers am besten vor der möglichen Aberkennung seines sächsischen Herzogtums durch den Welfen Otto geschützt. Ebenso feierlich wie in Magdeburg wurde am 9. September 1201 in Philipps Gegenwart die Erhebung der Gebeine der von Innozenz 1200 heiliggesprochenen Kaiserin Kunigunde zelebriert.
Anders als bei seinem Vater Friedrich Barbarossa kamen für Philipp Heiratsprojekte mit auswärtigen Königshäusern nicht in Betracht, seine Heiratspolitik stand ausschließlich im Zusammenhang mit dem Thronstreit. Mit dem Papst versuchte er 1203 durch ein Heiratsprojekt zu einem Ausgleich zu kommen, indem Philipp eine seiner Töchter dem Neffen Innozenz’ zur Frau geben wollte. In wichtigen Punkten wie der Durchführung eines Kreuzzuges, der Rückgabe unrechtmäßig entzogener Güter an die Römische Kirche oder dem Zugeständnis kanonischer Wahlen legte sich der Staufer allerdings nicht fest, woran der Ausgleich mit dem Papst scheiterte.

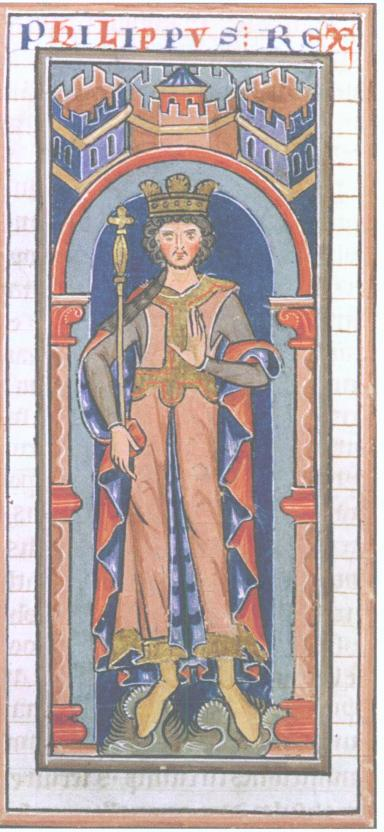
Darstellung Philipps von Schwaben in der Kölner Königschronik (13. Jahrhundert), Brüssel, Bibliothèque royale, Ms. 467, fol. 138^{r}

Im Gegensatz zu Otto war Philipp bereit, die Leistungen seiner Getreuen zu honorieren. Durch Geschenke und Belohnungen vermochte der Staufer hochrangige Anhänger des Welfen auf seine Seite zu ziehen. Die Belohnung von Getreuen war eine der wichtigsten Herrscherpflichten. Der Böhme Ottokar I. erhielt 1198 für seine Unterstützung die Königswürde. Den Grafen Wilhelm von Jülich belohnte Philipp mit kostbaren Geschenken für dessen bekundeten Willen, alle bedeutenden Anhänger Ottos für den Staufer zu gewinnen. Otto dagegen verweigerte seinem Bruder, dem Pfalzgrafen Heinrich, im Frühjahr 1204 die Stadt Braunschweig und die Burg Lichtenberg. Heinrich trat daraufhin zum Staufer über. Für seinen Wechsel wurde ihm von Philipp die Pfalzgrafschaft restituiert, er wurde mit der Vogtei über Goslar belehnt und mit Geldzahlungen belohnt. Der Wechsel des Pfalzgrafen war ausschlaggebend für eine breite Abfallbewegung vom Welfen.
Während der Belagerung von Weißensee unterwarf sich am 17. September 1204 der Landgraf Hermann von Thüringen demütig dem Staufer. Es ist der einzige Fall einer Unterwerfung (deditio), über den die Quellen detaillierte Informationen über die Unterwerfungshandlung selbst überliefern. Nach Arnold von Lübeck hielt Philipp dem Landgrafen „während er so lange auf dem Boden lag“ seine „Treulosigkeit und Dummheit“ vor. Erst auf Fürsprache der Anwesenden wurde er vom Boden aufgehoben und erhielt vom Staufer den Friedenskuss. Hermann hatte zunächst Otto unterstützt, war 1199 zu Philipp gewechselt und 1203/04 wiederum zu Otto übergetreten. Der Landgraf konnte nach seiner Unterwerfung Amt und Besitz bewahren. Bis zur Ermordung Philipps blieb Hermann im staufischen Lager.
Im November 1204 waren in Koblenz auch der Kölner Erzbischof Adolf und Heinrich I. von Brabant auf Philipps Seite gewechselt. Heinrich von Brabant erhielt Maastricht und Duisburg. Der Kölner Erzbischof konnte seine Funktion bei der Königswahl und -weihe beibehalten und wurde für seinen Übertritt zu Philipp mit 5000 Mark belohnt. Der wachsende Geldverkehr im Hochmittelalter beeinflusste die Fürsten in ihren Entscheidungen für militärischen Beistand oder in der Frage ihrer Parteinahme. Mit dem Übertritt des Kölner Erzbischofs nahm auch die Urkundenproduktion Philipps erheblich zu. Die Mehrheit der Kölner Bürgerschaft blieb jedoch auf der Seite des Welfen. Die Unterstützungszusagen Adolfs I. von Köln und Heinrichs I. von Brabant wurden erstmals seit der staufisch-zähringischen Übereinkunft aus dem Jahr 1152 urkundlich verbrieft. Die Doppelwahl wird deshalb auch als Zäsur angesehen, da sie den Auftakt schriftlich fixierter Bündnisse im nordalpinen Reich bildete. Auch stieg während des Thronstreits die Zahl der Vertragsabschlüsse an. Diese schriftlichen Vereinbarungen wurden aber regelmäßig aus politischen Erwägungen gebrochen. Die Großen versuchten die politische Situation zum Ausbau ihrer Landesfürstentümer zu nutzen. Allein der Landgraf Hermann von Thüringen, ein Vetter Philipps von Schwaben, wechselte seit Ausbruch des Thronstreits bis zur Wahl Friedrichs II. im September 1211 fünfmal die Seite. Wesentlich für die Vertragsbrüche war nach Stefan Weinfurter auch die Relativierung des Eides durch den Papst. Den geistlichen und weltlichen Fürsten legte Papst Innozenz nahe, sich einzig seinem Urteil zu unterwerfen. Mit dem Herzog von Brabant wurde 1207 die Heirat seines Sohnes Heinrich, des künftigen Herzogs, mit Philipps Tochter Maria vereinbart. Dadurch sollte der Herzog eng an das staufische Königtum gebunden werden.
Nach den langwierigen Konflikten zwischen dem Kölner Erzbischof und Philipp musste die Ordnung in demonstrativer Form wiederhergestellt werden. Zum symbolträchtigen Palmsonntag zog Philipp in Köln ein. Der adventus (Herrschereinzug) hatte „die Funktion einer Huldigung, einer feierlichen Anerkennung der Herrschaft des Königs“. Außerdem hatten sich zahlreiche welfische Anhänger am Niederrhein und aus Westfalen dem Staufer angeschlossen. Philipp konnte mittlerweile eine große Zahl an Unterstützern im Reich hinter sich vereinen. Grundlage für Philipps Erfolg gegen Ottos Anhänger war „ein Gemisch aus Drohungen, Versprechungen und Geschenken“. Anlässlich der erneuten Krönung in Aachen zog der Kölner Erzbischof dem Staufer mit „größter Prachtentfaltung und Dienstbereitschaft“ vor die Mauern entgegen. Dadurch erkannte der Erzbischof in aller Öffentlichkeit Philipp als König an. Im Januar 1205 legte Philipp demonstrativ die Krone nieder und ließ sich am 6. Januar am traditionellen Krönungsort in Aachen vom richtigen Koronator („Königskröner“), dem Kölner Erzbischof, erneut krönen. Durch diese Maßnahme nahm Philipp Rücksicht auf den honor des Erzbischofs und machte ihm durch die Wahrung seines Krönungsrechtes in Aachen auch die Unterwerfung unter den lange bekämpften König hinnehmbar. Die Wiederholung der Krönung bereinigte auch den Makel seiner ersten Krönung von 1198.
Am 27. Juli 1206 besiegte Philipp bei Wassenberg ein vor allem aus Kölnern bestehendes Heer. Dies war das einzige Mal, dass die Heere der beiden Könige aufeinander trafen. Nach der Schlacht kam es auch zum ersten Treffen der beiden Könige. Es fand in einer Atmosphäre der Vertraulichkeit (colloquium familiare) statt und bot die notwendige Rücksicht auf den honor (Ehre) der beiden Könige. Direkte Verhandlungen in aller Öffentlichkeit waren damals eher unüblich. Die Verhandlungen scheiterten aber. Auch die Kurie bemerkte Ottos Niedergang im Reich. 1207/08 näherte sich der Papst Philipp an, man nahm schon Verhandlungen über die Kaiserkrönung auf.

### Hof
Seit dem 12. Jahrhundert entwickelte sich der Hof zu einer zentralen Institution königlicher und fürstlicher Herrschaft. Er war „Entscheidungszentrum und Machttheater, Verbrauchs- und Vergnügungszentrum, Verteilerort, Maklersitz von und für Macht, Geld und Güter und soziale Chancen, für Geschmacksformen, Ideen und Moden aller Art“. Mittelalterliche Königsherrschaft wurde in einem Reich ohne Hauptstadt durch ambulante Herrschaftspraxis ausgeübt. Philipp musste also durch das Reich ziehen und dadurch seiner Herrschaft Geltung und Autorität verschaffen. Auf den Hoftagen versammelten sich die Großen des Reiches zu Beratungen. Für Philipps Herrschaftszeit sind 28 Hoftage bekannt, von denen jedoch nur zwölf innerhalb des staufischen Machtbereiches stattfanden. Am Hof Philipps sind zwischen 1198 und 1208 etwas mehr als 630 Personen nachzuweisen. Zum engeren Hof Philipps zählten rund 100 Personen. Von den 630 Personen sind aber nur 100 Personen „in etwas spürbarerer Dichte beim Staufer bezeugt“. Dabei traten am Hof die Bischöfe Konrad von Hildesheim, Hartwig von Eichstätt, Konrad IV. von Regensburg und vor allem Konrad von Speyer besonders hervor. Von den weltlichen Fürsten ist hingegen niemand so dicht und häufig am Hof bezeugt wie Konrad von Speyer. Den intensivsten Kontakt zum Hof pflegten wohl Bernhard von Sachsen, Ludwig von Bayern und Dietrich von Meißen. Sie hatten wesentlich vom Sturz Heinrichs des Löwen profitiert und fürchteten den Zugriff auf das welfische Erbe durch seinen Sohn Otto. Bei den Ministerialen hatte der Marschall Heinrich von Kalden eine herausragende Bedeutung inne. Kalden war nicht nur Heerführer, sondern nahm durch die Vermittlung einer persönlichen Begegnung mit Otto IV. Einfluss auf Philipps Politik. Er wird in mehr als 30 Diplomen und auch in erzählenden Quellen genannt.
Der wichtigste Bestandteil des Hofes war die Kanzlei. Philipps Kanzlei stand in der personellen Tradition Heinrichs VI. Auch sonst unterscheidet sich das Urkundenwesen Philipps nicht von dem seiner staufischen Vorgänger. Im Gegensatz zu seinen Vorgängern, seinem Rivalen Otto IV. und seinem Nachfolger Friedrich II. führte Philipp nur wenige Typare. Nachweisbar sind die Herzogssiegel für Tuszien und Schwaben sowie für die Königszeit ein Wachssiegel und eine Goldbulle. Dies hängt wohl damit zusammen, dass er die Kaiserkrone nicht erlangte, denn sie hätte zu einer Titeländerung geführt. Mit seiner Urkundenvergabe griff Philipp erheblich weiter nach Norden, Nordwesten (Bremen, Utrecht, Zutphen) und Südwesten (Savoyen, Valence) aus, um seinem Königtum Geltung zu verleihen. Mit der Urkundenausstellung wollte Philipp seine Anhänger auch in diesen Gebieten stärker an sich binden. Sein Itinerar ist dabei wie kein zweites stauferzeitliches Herrscheritinerar von der politischen Situation des Thronstreites geprägt. Ein annähernd geordneter Umzug durchs Reich mit kontinuierlicher Beurkundungstätigkeit blieb aus. Vielmehr ist eine Regionalisierung von Itinerar, Urkundenvergabe und Besuche am Hof festzustellen, die von Bernd Schütte als „Rückzug der königlichen Zentralgewalt“ gedeutet wurde.
Philipp gilt als der „erste römisch-deutsche Herrscher, an dessen Hof nachweislich höfisch gedichtet und der selbst Gegenstand höfischer Dichtung wurde.“ Dem Magdeburger Hoftag von 1199 widmete Walther von der Vogelweide eigens einen Sangspruch, den Ersten Philippston. In seiner kurzen Herrschaftszeit hatte der Staufer nicht die Gelegenheit, die Kunst zu fördern oder Bauten zu errichten. Auch geistliche Einrichtungen wurden von ihm nicht in besonderem Maße gefördert.

### Ermordung

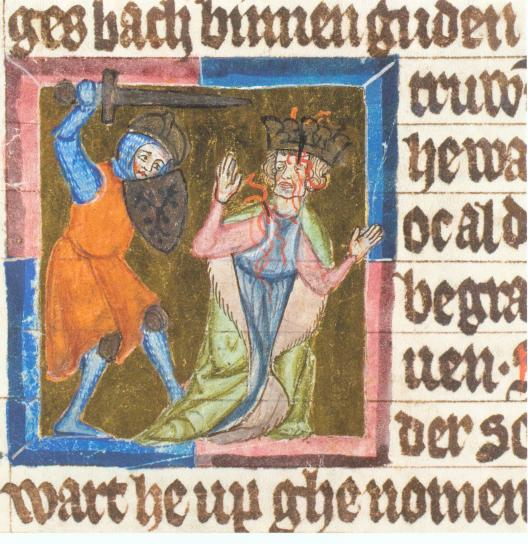
Pfalzgraf Otto von Wittelsbach erschlägt Philipp von Schwaben. Miniatur aus der Sächsischen Weltchronik, Norddeutschland, Erstes Viertel 14. Jahrhundert, Berlin, Staatsbibliothek Preußischer Kulturbesitz, Ms. germ. fol. 129, fol. 117v

Philipp traf seit Ende Mai 1208 Vorbereitungen für einen Feldzug gegen Otto IV. und dessen Verbündeten. Die Planungen unterbrach er, um am 21. Juni in Bamberg an der Hochzeit seiner Nichte Beatrix von Burgund und des Herzogs Otto VII. von Meranien teilzunehmen. Nach der Vermählung zog sich der Staufer in seine privaten Gemächer zurück. Am Nachmittag wurde er von Otto VIII. von Wittelsbach ermordet. Nach dem Mord konnte der Wittelsbacher mit seinen Getreuen fliehen. In Verdacht, von den Plänen gewusst zu haben, gerieten der Bamberger Bischof Ekbert und dessen Bruder Markgraf Heinrich von Istrien. Andere mittelalterliche Geschichtsschreiber äußerten Zweifel an der Mitschuld oder gingen auf weitere mögliche Täter gar nicht ein.
Erstmals seit dem Ende der Merowingerzeit war ein König ermordet worden. Neben Albrecht I. von Habsburg (1308) ist Philipp der einzige römisch-deutsche Herrscher, der einem Attentat zum Opfer fiel. Kein Chronist war Zeuge des Mordes. In den zeitgenössischen Quellen gibt es über den Ablauf der Ermordung nur wenige Übereinstimmungen. Die meisten mittelalterlichen Chronisten sahen die Rücknahme des Heiratsversprechens als Mordmotiv an. Selbst im entfernten Piacenza brachte man Philipps Ermordung noch mit einem Eheprojekt in Verbindung. Nach einem unglücklich verlaufenen Feldzug nach Thüringen hatte Philipp im Sommer 1203 seine dritte Tochter Kunigunde mit dem Wittelsbacher verlobt, um diesen im Kampf gegen den Landgrafen Hermann I. von Thüringen zu einem zuverlässigen Partner zu machen. In den folgenden Jahren gelang es Philipp zunehmend, Akzeptanz für sein Königtum im Reich zu finden. Im November 1207 verlobte er auf einem Hoftag in Augsburg Kunigunde mit dem zweijährigen Wenzel, dem Sohn König Ottokars I. von Böhmen. Philipp erhoffte sich von diesem Heiratsbündnis die dauerhafte Unterstützung Böhmens. Für den Wittelsbacher war dieses Verhalten eine ehrverletzende Handlung. Sein sozialer Status war angegriffen und zur Wiedergewinnung seiner sozialen Akzeptanz musste er auf die Ehrverletzung reagieren.
Seit Eduard Winkelmanns sorgfältiger Quellenanalyse im 19. Jahrhundert geht die Forschung davon aus, dass Otto von Wittelsbach als Einzeltäter handelte. Dagegen machte Bernd Ulrich Hucker 1998 einen „umfassenden konspirativen Plan“ aus und vermutete einen „Staatsstreich“. In dieses umfassende Komplott sollten demnach auch die Andechs-Meranier (die Brüder Ekbert und Heinrich), der König Philipp II. Augustus von Frankreich und der Herzog Heinrich von Brabant involviert gewesen sein. Angeblich hätten die Verschwörer geplant, Heinrich von Brabant zum König zu erheben. Huckers Staatsstreich-Hypothese hat sich aber nicht durchgesetzt. Fraglich bleibt, welchen Nutzen der französische König von der Beseitigung Philipps und von einem Brabanter Königtum gehabt hätte. Die Andechs-Meranier hatten als treue Gefolgsleute Philipps, die sich oft an seinem Hof aufhielten und von ihm gefördert wurden, kein Interesse an seinem Tod.

## Wirkung
Im Bamberger Dom, dem Bestattungsort von Heinrich II. und Konrad III., wurde Philipp zunächst beigesetzt. Sein Gegenspieler Otto ließ die Attentäter unnachgiebig verfolgen und wollte dadurch seine Unschuld beweisen. Einzig die Pegauer Annalen machten dennoch Anhänger Ottos für den Mord verantwortlich. Philipps Ehefrau Irene-Maria starb nur wenige Wochen nach dem Bamberger Königsmord an den Folgen einer Fehlgeburt. Otto konnte seine Herrschaft im Reich zügig durchsetzen. Auf einem Hoftag in Frankfurt im November 1208 wurde Otto allgemein als Herrscher anerkannt. Wichtigstes Ziel war die Herstellung der Ordnung im Reich. Zu diesem Zweck wurde ein Landfrieden erlassen und über Philipps Mörder und vermeintliche Komplizen, die beiden Andechs-Meranier-Brüder Ekbert von Bamberg und Markgraf Heinrich IV. von Istrien, die Reichsacht verhängt. Sie verloren dadurch alle Ämter, Rechte und ihren Besitz. Außerdem wurde die Verlobung Ottos mit Beatrix, der ältesten Tochter Philipps, vereinbart. Philipps Mörder Otto von Wittelsbach wurde im März 1209 vom Reichsmarschall Heinrich von Kalden in einem Getreidespeicher an der Donau in der Nähe von Regensburg aufgefunden und enthauptet. Die Andechser Brüder hingegen wurden drei Jahre später politisch rehabilitiert.

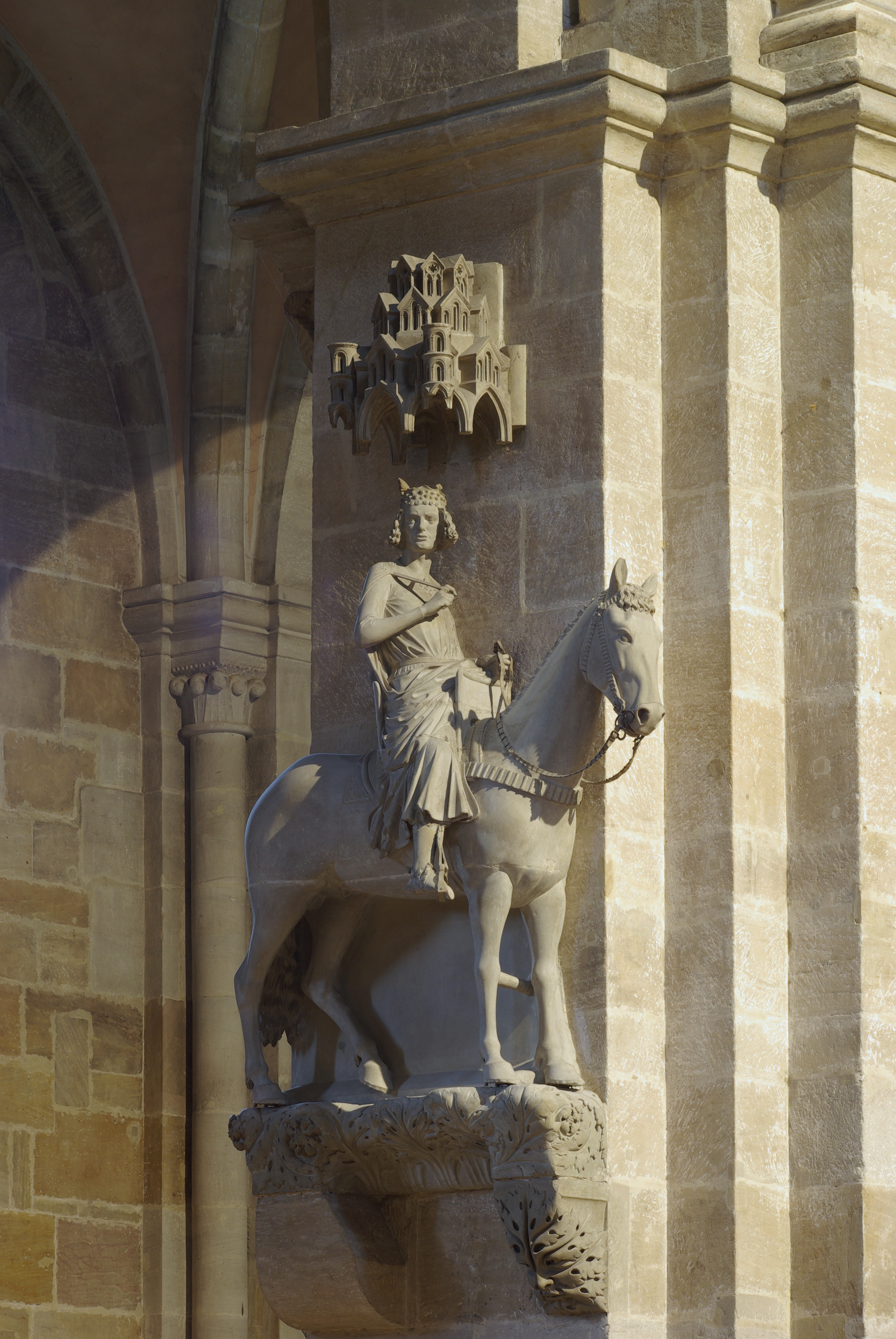
Profilansicht des Bamberger Reiters

Ottos Versuch, das Königreich Sizilien zu erobern, führte 1210 zu seiner Exkommunikation durch Papst Innozenz III. Der Welfe verlor im nordalpinen Reich den Konsens zu seiner Herrschaft. Ein Teil der Großen kündigte Otto den Gehorsam und wählte den Staufer Friedrich II. zum anderen Kaiser (alium imperatorem). 1212 zog Friedrich in den nördlichen Reichsteil. An der Jahreswende 1213/14 war Friedrichs Herrschaft im Reich nördlich der Alpen noch nicht gesichert. Friedrich ließ in dieser Situation die Gebeine Philipps von Bamberg nach Speyer überführen. Persönlich scheint Friedrich für die Überführung des Leichnams nicht nach Bamberg gekommen zu sein. Möglicherweise wurde Bamberg von den späteren staufischen Herrschern wegen Philipps Ermordung gemieden. Sie haben auf jeden Fall dort nicht mehr geurkundet. Zu Weihnachten 1213 wurde Philipp im Speyerer Dom beigesetzt. Der Kaiserdom in Speyer galt als Gedächtnisort der salisch-staufischen Dynastie und war der bedeutendste Begräbnisort des römisch-deutschen Königtums. Friedrich konnte sich durch die Überführung seines Onkels Philipp in die salisch-staufische Tradition stellen. Das Vertrauen in den Staufer sollte gestärkt und es sollte auf die Gegner Friedrichs eingewirkt werden. In Speyer wurde ab Mitte des 13. Jahrhunderts der Jahrestag für Philipp ähnlich gefeiert wie der für den Salier Heinrich IV. Philipp ist der letzte römisch-deutsche König, der in beiden mittelalterlichen Totenbüchern des Speyerer Domkapitels verzeichnet worden ist. Der Bamberger Reiter, eine um 1235 in Stein gehauene Figur am Bamberger Dom, ist immer wieder auf Philipp bezogen worden; so sieht Hans Martin Schaller in ihr den Versuch, die Memoria an Philipp zu pflegen. Doch wurde die Figur auch für den römischen Kaiser Konstantin, den ungarischen König Stephan den Heiligen oder die römisch-deutschen Herrscher Heinrich II. oder Friedrich II. gehalten.

### Mittelalterliche Urteile
Viele Chronisten sahen durch den Thronstreit der beiden Könige die vom Herrscher repräsentierte gottgewollte Ordnung erheblich gestört. In der Chronik des Prämonstratensers Burchard von Ursberg wird Philipp ausführlich beschrieben. Burchard verfasste 1229/30 eine Fortsetzung der Weltchronik des Ekkehard von Aura. Die Chronik ist für die Reichsgeschichte zu Beginn des 13. Jahrhunderts eine der wichtigsten Quellen. Für den staufertreuen Chronisten war Philipp sanftmütigen Wesens, milden Sinnes, von leutseliger Rede, gütig und recht freigebig, während Otto bis zur Ermordung des Staufers nicht mit dem Königstitel genannt wurde. Ihm fehlten trotz großer Körperkräfte alle wichtigen Herrschertugenden. Otto war für Burchard „hochmütig und dumm, aber tapfer und von hohem Wuchs“ (superbus et stultus, sed fortis videbatur viribus et statura procerus). Der welfentreue Chronist Arnold von Lübeck nannte Philipp eine „Zierde der Tugenden“. Arnold stellte Ottos Herrschaft durch Philipps Ermordung als gottgewollt dar. Das Bild Philipps in der Nachwelt prägte wesentlich Walther von der Vogelweide, der ihn in huldigender Kurzform als „jungen suezen man“ bezeichnete.
Der Bamberger Königsmord hatte keine größere Auswirkung auf die weitere Reichsgeschichte. Spätere Chronisten und Annalen beschreiben den Übergang der Königsherrschaft von Philipp auf Otto als reibungslos. Allerdings setzte nach den Erfahrungen des Streits über die Königserhebung im Reich ein erheblicher Entwicklungsschub ein, der im schriftlichen Festhalten der Gewohnheiten zu einem Umdenken führte. Als ein bedeutendes Zeugnis dafür gilt der Sachsenspiegel des Eike von Repgow.

### Künstlerische Rezeption
In der Neuzeit wurde an Philipp von Schwaben nur wenig erinnert. Gegenüber den anderen staufischen Herrschern Friedrich Barbarossa und Friedrich II. fiel Philipp deutlich zurück. Seine auf wenige Jahre beschränkte Regierungszeit war niemals unumstritten, und er war auch nicht zum Kaiser gekrönt worden. Er hatte zudem keinen großen Konflikt mit dem Papst ausgetragen, an dem anschaulich das vermeintliche Scheitern der mittelalterlichen Zentralgewalt exemplarisch hätte dargestellt werden können. Sein Name ist außerdem mit keiner außergewöhnlichen Herrschaftskonzeption in Verbindung zu bringen. Seine Ermordung ließ sich darüber hinaus nicht für konfessionelle Auseinandersetzungen oder für die Gründung eines deutschen Nationalstaates im 19. Jahrhundert instrumentalisieren.
Darstellungen des Bamberger Königsmordes finden sich in der Historienmalerei selten. Eine Zeichnung des Mordes erstellte 1890 Alexander Zick, einen Entwurf fertigte Carl Friedrich Lessing an, ohne ihn in ein Gemälde umzusetzen. Am 4. Juli 1998 wurde Rainer Lewandowskis Theaterstück „Der Königsmord zu Bamberg“ am E.T.A.-Hoffmann-Theater in Bamberg uraufgeführt.

### Forschungsgeschichte

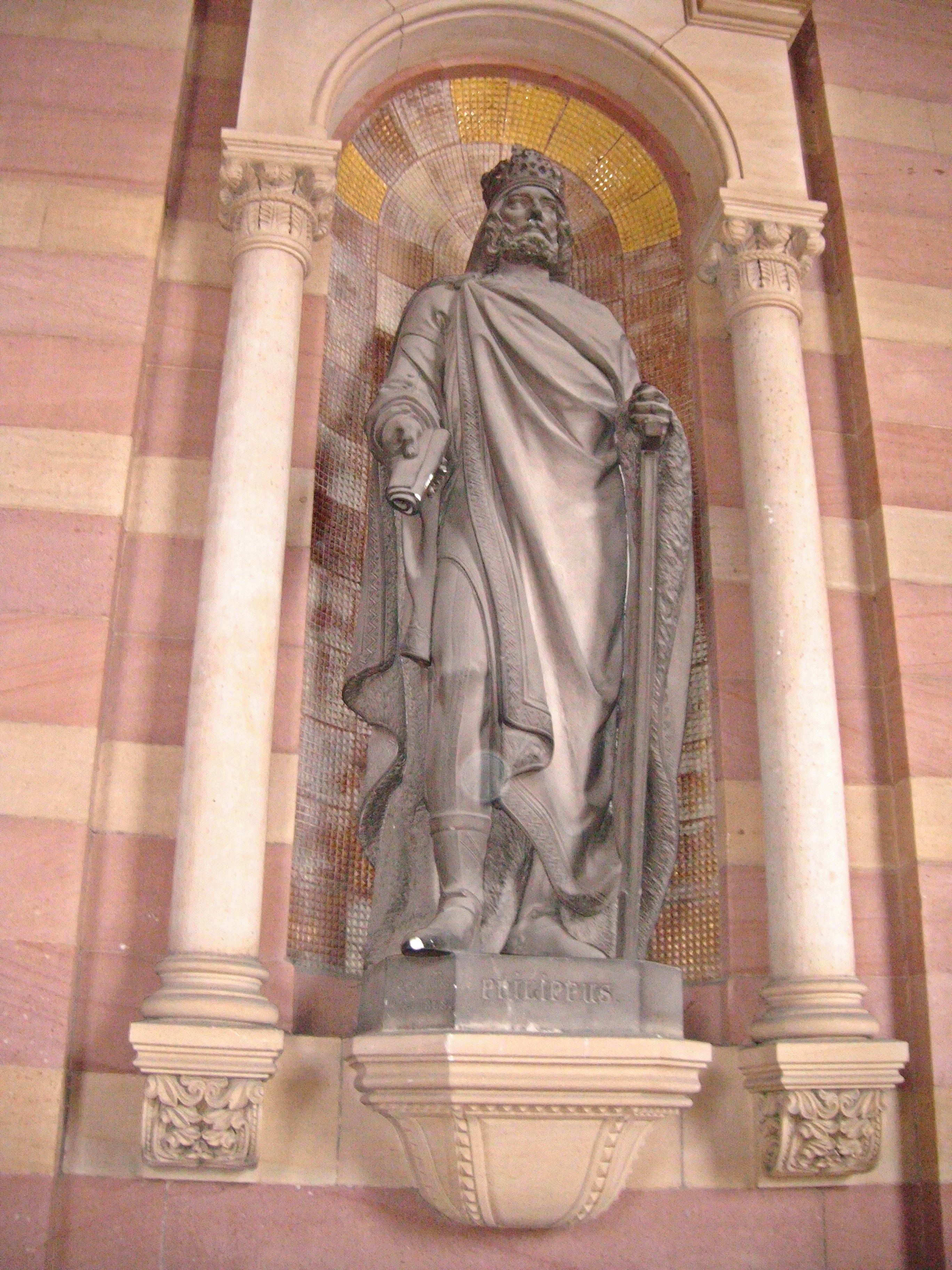
Großstatue Philipps von Schwaben, in der Vorhalle des Speyerer Domes, geschaffen von Anton Dominik Fernkorn, 1858

Bestimmte Historiker des 19. Jahrhunderts waren an einer starken monarchischen Zentralgewalt interessiert und suchten deshalb nach den Ursachen für die späte Entstehung des deutschen Nationalstaats. Die „Kraftquellen der deutschen Nation“ verortete man im Mittelalter. Die Könige und Kaiser galten als frühe Repräsentanten einer auch für die Gegenwart ersehnten starken monarchischen Gewalt. Maßgeblich für das Urteil der Historiker war, ob die mittelalterlichen Herrscher die königliche Machtentfaltung gegenüber Adel und Kirche gesteigert oder ob sie für Machtverlust verantwortlich waren. Das von diesem Aspekt geprägte Geschichtsbild entstand nach der Auflösung des Alten Reiches und den Befreiungskriegen gegen Napoleon. Unter diesem Gesichtspunkt erschien das deutsche König- und Kaisertum unter Ottonen, Saliern und Staufern als überaus mächtig, da es eine Vorrangstellung in Europa innegehabt habe. Im Verlauf des Mittelalters hätten die Kaiser jedoch diese Machtstellung verloren. Dafür wurden das Papsttum und die Fürsten verantwortlich gemacht. Sie galten für die protestantisch-nationalgesinnte deutsche Geschichtsschreibung als „Totengräber der deutschen Königsmacht“. Als entscheidend für den Machtverlust der Zentralgewalt galten zwei „Wenden“. Bei der ersten Wende habe Heinrich IV. durch seinen Gang nach Canossa 1077 den königlichen Einfluss auf die Kirche verloren. Als zweite Wende wurde die Doppelwahl von 1198 ausgemacht. Der Adel habe sein Königswahlrecht genutzt, um von den Königen Privilegien zu erlangen und so seine eigene Herrschaft auszubauen. Diese Sichtweise von einem Machtverlust des deutschen Königtums durch die Doppelwahl von 1198 ist lange vorherrschend geblieben. Im Werk „Die Reichsministerialität“ von Karl Bosl aus dem Jahr 1950 bedeutete Philipps und Ottos Regierung „einen gewaltigen, wenn nicht vielleicht sogar den entscheidenden Rückschlag, den das deutsche Königtum bei seinem letzten Versuch, einen Staat aufzubauen, erlitt“.
Die wissenschaftliche Beschäftigung mit Philipp als Person setzte 1852 mit der Monografie König Philipp der Hohenstaufe von Heinrich Friedrich Otto Abel ein. Abel machte aus seinen Sympathien für Philipp keinen Hehl. Zum Standardwerk wurden Eduard Winkelmanns Jahrbücher der Deutschen Geschichte unter Philipp von Schwaben und Otto IV. (1878). Sie sind mit 541 eng beschriebenen Seiten die bis heute ausführlichste Darstellung über den Staufer. In der Darstellung war Winkelmann nüchterner als Abel. Er knüpfte an eine Aussage von Johann Friedrich Böhmer an, der Philipp als „den besten aller Staufer“ bezeichnet hatte. Winkelmann sah Philipp in seiner Vorrede durch „[s]eine treue Vertheidigung der Reichsrechte gegen das aufsässige Fürstenthum und gegen den Papst, gegen Dänemark und gegen Frankreich […] als den wahren deutschen König“, er sei „als Mensch anziehend, als König den Besten und Tüchtigsten zuzuzählen“. 1866 veröffentlichte Wilhelm Grotefend seine Dissertation. Anders als Winkelmann und Abel fällte er ein vernichtendes Urteil über Philipp. Ihm galt Philipp als „unselbständige, schwächliche Persönlichkeit mit glatter Form und von anmutigem Äussern, aber ohne Adel der Gesinnung.“ Ausschlaggebend für dieses Urteil war, dass der Staufer nicht energisch genug um sein Königtum gekämpft und durch das Bündnis mit dem französischen König diesem Einfluss auf das Reich eingeräumt habe. Außerdem habe er sich vom anmaßenden Papst und den eigensüchtigen Fürsten zu viele Zugeständnisse abringen lassen.
Seit den 1980er Jahren kam die Mittelalterforschung zu zahlreichen neuen Einsichten über das hochmittelalterliche Königtum. Die deutsche Königsherrschaft im Mittelalter wurde nicht mehr als Verfallsgeschichte wahrgenommen. Vielmehr werden König und Große als „natürliche und selbstverständliche Hauptpartner im Reich“ angesehen. Das ältere Bild von den eigensüchtigen Fürsten, die das Königtum nur schwächen wollten, wurde relativiert, indem darauf verwiesen wurde, dass die Großen im Thronstreit sich mehrfach um dessen Beilegung bemühten. Durch die neueren Forschungen verschob sich der Schwerpunkt auf die Kommunikation und Interaktion des Herrschers mit seinen Großen. Nicht mehr auf die Steigerung der monarchischen Macht hin wurde Philipps Handeln befragt, sondern darauf, mit welchen Mitteln er im adeligen Beziehungsgeflecht sein Königtum durchzusetzen versuchte.
Philipp blieb in der Mediävistik im Gegensatz zu anderen Staufern lange Zeit eine vernachlässigte Herrscherpersönlichkeit. Mehrere Jahrzehnte erschienen keine größeren Darstellungen über Philipp. Seine Ermordung in Bamberg stieß weder 1908 noch 1958 auf das Interesse des Historischen Vereins Bamberg. Erst in jüngster Zeit erfuhr Philipp größere Aufmerksamkeit in der Geschichtswissenschaft. 1998 charakterisierte Bernd Ulrich Hucker Philipp als einen „schwachen König“, der ganz von der Ministerialität abhängig war, wodurch die Reichsfürsten ihren Einfluss auf den König verloren hätten. Den Mord an Philipp von Schwaben verstand er nicht mehr als Privatrache, sondern als „Staatsstreich“ wichtiger Reichseliten. Diese Hypothese löste kontroverse Diskussionen aus, setzte sich aber nicht durch. Seit 2002 wurde im Auftrag der Monumenta Germaniae Historica die Edition der Diplome Philipps von Schwaben durch Andrea Rzihacek und Renate Spreitzer vorbereitet. Die 2014 veröffentlichte Edition hat einen Umfang von insgesamt 216 Urkunden und Deperdita, davon elf Diplome aus der Zeit Philipps als Herzog von Tuszien, vier in seiner Funktion als Herzog von Schwaben und 199 Urkunden aus Philipps zehnjähriger Regierungszeit als König, von denen rund zwei Drittel Produkte seiner Kanzlei sind.
Die von Bernd Schütte 2002 veröffentlichte Arbeit untersuchte anhand von Itinerar, Urkundenvergabe und Hof den Aktionsradius und die Integrationsfähigkeit von Philipps Königtum. Er widersprach Huckers These von einem schwachen Königtum Philipps von Schwaben. Die Steigerung der Urkundenproduktion von monatlich durchschnittlich 1,5 Stücke auf etwas über zwei Stücke durch den Übertritt des Erzbischofs Adolf von Köln im November 1204 deutete Schütte im Ergebnis als „Gradmesser für die Anerkennung seines Königtums“. Außerdem stellte er fest, dass der Aktionsradius Philipps durch die Urkundenvergabe über die Räume persönlicher Anwesenheit hinausgereicht habe. Im Jahr 2003 veröffentlichte Peter Csendes die erste moderne Biografie seit 130 Jahren. Zum 800. Jahrestag der Ermordung Philipps im Jahr 2008 widmete dem Staufer die Gesellschaft für staufische Geschichte einen Band. Beim Arbeitskreis für Landes- und Ortsgeschichte im Verband der württembergischen Geschichts- und Altertumsvereine stand die Frühjahrssitzung am 25. April 2008 unter dem Titel „Philipp von Schwaben († 1208) und die Herrschaft im deutschen Südwesten“. Dabei wurde seine Herrschaft aus landesgeschichtlicher Perspektive betrachtet. Ebenfalls fand im Mai 2008 eine Tagung in Wien statt, deren Beiträge 2010 veröffentlicht wurden. Die Studien zeigen auf Grundlage der Edition der Urkunden für Philipps Herrschaft neue Erkenntnismöglichkeiten auf.